# Arrondissement de Greifenhagen
L'arrondissement de Greifenhagen, jusqu'en 1938, est un arrondissement prussien de Poméranie jusqu'en 1945. Son chef-lieu et la ville de Greifenhagen. Jusqu'en 1939, l'arrondissement est entièrement situé dans la Poméranie ultérieure, avant d'être élargi pour inclure une zone à l'ouest de l'Oder appartenant à la Poméranie-Occidentale. Après la fin des hostilités à la fin de la Seconde Guerre mondiale, la partie orientale de l'arrondissement - à l'exclusion des zones militaires réglementées - est placée sous l'administration de la République populaire de Pologne par la puissance occupante soviétique.

## Géographie
L'arrondissement, dans son extension de 1939 à 1945, a une superficie de 1454 km². L'arrondissement est situé de part et d'autre de l'Oder, au sud de Stettin. Le sud est caractérisé par les terres arables productives du pays de Bahn, et au nord-est, les forêts de hêtres et de pins de la lande de Buch dominent le paysage. L'ancien territoire de l'arrondissement de Randow (de), à l'ouest de l'Oder, est constituée du plateau fertile de Randow, bordé par les zones marécageuses du fossé de Randow (de). La rivière Thue se jette dans l'Oder près de Greifenhagen.
A la fin de la Seconde Guerre mondiale, l'arrondissement comprend les cinq villes de Greifenhagen (1939 : 9 855 habitants), Gartz (4158), Bahn (2587), Fiddichow (2496) et Penkun (1892) ainsi que 105 communes et un district de manoir non constitué en commune. Avec 36%, la plupart des employés travaillent dans l'agriculture et la sylviculture. Seule la ville de Greifenhagen, chef-lieu de l'arrondissement, possède une industrie importante.
Aujourd'hui, la partie orientale de l'ancien arrondissement se trouve dans la voïvodie polonaise de Poméranie-Occidentale. Les parties de l'arrondissement restées en Allemagne appartiennent désormais à l'arrondissement de Poméranie-Occidentale-Greifswald dans le Mecklembourg-Poméranie-Occidentale et à l'arrondissement d'Uckermark dans le Brandebourg.

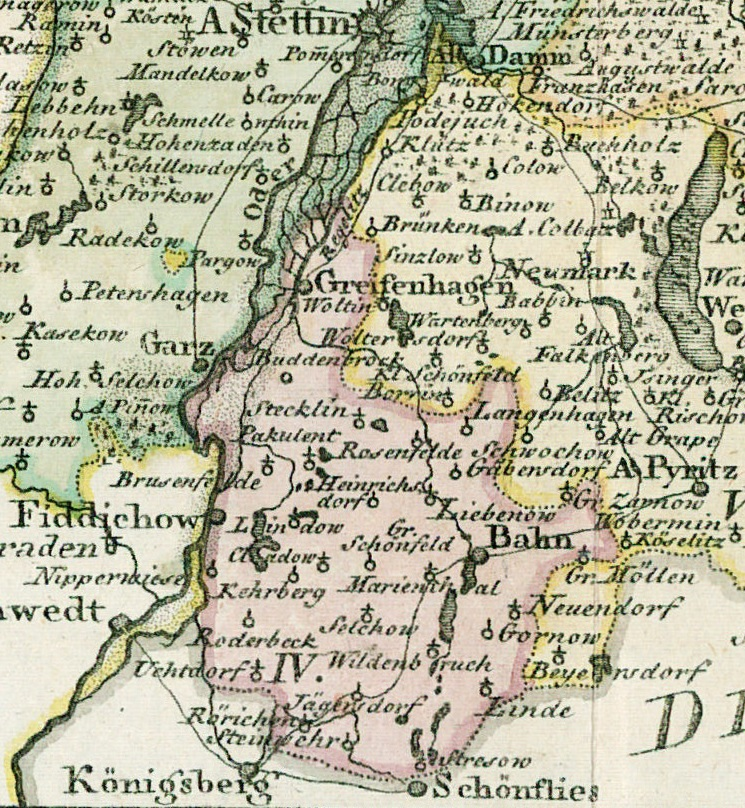
L'arrondissement de Greifenhagen au XVIIIe siècle

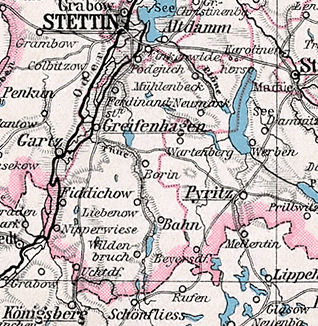
L'arrondissement de Greifenhagen de 1818 à 1939

## Histoire
Le territoire de ce qui deviendra plus tard l'arrondissement de Greifenhagen fait partie du domaine des ducs de Poméranie depuis le XIIe siècle. En tant que région frontalière avec le Brandebourg, les zones méridionales font longtemps l'objet de guerres frontalières entre les deux souverainetés. Après la guerre de Trente Ans, la région devient une partie de la Poméranie suédoise et plus tard, avec la paix de Stockholm de 1720, du duché prussien de Poméranie-Occidentale. En Poméranie-Occidentale, une réforme des arrondissements est menée en 1723/24. Le nombre des arrondissements et d'administrateurs d'arrondissement associés est sensiblement réduit afin de réduire la forte fragmentation territoriale résultant de la complexité des possessions aristocratiques en Poméranie-Occidentale. L'arrondissement de Greifenhagen comprend désormais les villes de Bahn, Fiddichow et Greifenhagen, les bureaux royaux de Fiddichow et Wildenbruch ainsi qu'un certain nombre de villages et domaines nobles,
Par l'ordonnance des autorités provinciales du 30 avril 1815, l'arrondissement de Greifenhagen devient une partie du district de Stettin dans la province de Poméranie. Lors de la réforme des arrondissements de 1818 dans le district de Stettin, l'arrondissement de Greifenhagen est élargi pour inclure des parties de l'arrondissement de Pyritz, y compris le bureau de Kolbatz, :
En 1871, l'arrondissement de Greifenhagen comprend trois villes, 80 communes et 38 districts de domaine. Le 30 septembre 1929, une réforme régionale a lieu dans le district, comme dans le reste de la Prusse, dans laquelle tous les districts de domaine indépendants sauf un sont dissous et attribués aux communes voisines.
Le 15 octobre 1939, une vaste réforme territoiriale a lieu dans la région de Stettin :
- Les communes de Buchholz, Hökendorf, Mühlenbeck et Sydowsaue (de) quittent le district de Greifenhagen et sont intégrées à l'arrondissement urbain de Stettin.
- L'arrondissement de Randow (de) est dissous. Sa partie sud rejoint l'arrondissement de Greifenhagen, qui empiète pour la première fois sur les rives de l'Oder. Cela concerne les villes de Gartz a./Oder et Penkun ainsi que les communes de Barnimslow, Blumberg, Casekow, Damitzow, Friedrichsthal i. Pom., Geesow, Glasow, Grünz, Hohenholz, Hohenreinkendorf, Hohenselchow, Jamikow, Kolbitzow, Krackow, Kummerow, Kunow, Ladenthin, Lebehn, Luckow, Mescherin, Nadrensee, Pargow, Petershagen, Pinnow, Pomellen, Rosow, Schillersdorf, Schmellenthin, Schönfeld, Schöningen, Schönow, Sommersdorf, Storkow, Tantow, Wartin, Wollin et Woltersdorf[1]

La partie orientale de l'arrondissement, dont l'ensemble de l'ancien arrondissement d'avant 1939, à l'exception des zones militaires interdites, est placée sous l'administration de la République populaire de Pologne par la puissance occupante soviétique après la Seconde Guerre mondiale. Dans la période qui suit, les habitants autochtones de la partie orientale de l'arrondissement sont expulsés par l'administration polonaise.
De la zone à l'ouest de la ligne Oder-Neisse, qui appartenait à l'arrondissement de Randow jusqu'en 1939, un nouveau arrondissement de Randow (de) est formé, qui est finalement dissous lors de la réforme des arrondissements de la RDA de 1950 et divisé en arrondissement d'Angermünde (de), arrondissement de Pasewalk (de) et arrondissement de Prenzlau.

## Évolution de la démographie
| Année | Habitants | Source |
| ----- | --------- | ------ |
| 1797  | 16 092    | [ 9 ]  |
| 1816  | 18 501    | [ 10 ] |
| 1846  | 43 811    | [ 11 ] |
| 1871  | 53 162    | [ 7 ]  |
| 1890  | 50 737    | [ 1 ]  |
| 1900  | 48 258    | [ 1 ]  |
| 1910  | 47 827    | [ 1 ]  |
| 1925  | 52 273    | [ 12 ] |
| 1933  | 55 281    | [ 1 ]  |
| 1939  | 57 794    | [ 1 ]  |

## Politique

### Administrateurs de l'arrondissement
- 1723–174000Alexander Magnus von Kunow (de)
- 1740–174200Gustav Eberhard von Greiffenpfeil (de)
- 1742–175200Daniel Levin Andreas von der Schulenburg (de)
- 1752–177300Joachim Abraham von Oesterling (de)
- 1774–183200Franz von Steinaecker (de)
- 1832–185100Karl von Steinaecker (de)
- 1851–186600Karl Tessmar
- 1866–188300Johann Ludwig Coste (de)
- 1883–188500Andersen
- 1885–189000Georg von Scheller (de)
- 1890–190000Maximilian Breyer
- 1900–193000Gustav Köhler (de)
- 1930–193400Wilhelm Kleibömer[13]
- 1934–193500Erich Mehliß (de)
- 1935–193800Ludwig Förster (de)
- 1938–193900Walter Hachtmann (de)
- 1940–194500Richard von Winterfeld (de)

### Élections du Reichstag 1933
En Poméranie ultérieure, surtout dans les zones agricoles, la population est conservatrice. Malgré sa proximité avec la grande ville de Stettin, l'arrondissement de Greifenhagen ne fait pas exception. C'est ce que montre le résultat des dernières élections du Reichstag en 1933, lorsque, sous l'impression d'une propagande national-socialiste accrue, les partis de gauche SPD et KPD n'obtiennent ensemble que 22% des voix (31% dans toute l'Allemagne).

### Constitution communale
Depuis le XIXe siècle, l'arrondissement de Greifenhagen est divisé en villes, en communes rurales et en districts de domaine. Avec l'introduction de la loi constitutionnelle prussienne sur les communes du 15 décembre 1933 ainsi que le code communal allemand du 30 janvier 1935, le principe du leader est appliqué au niveau municipal. Une nouvelle constitution d'arrondissement n'est plus créée; Les règlements de l'arrondissement pour les provinces de Prusse-Orientale et Occidentale, de Brandebourg, de Poméranie, de Silésie et de Saxe du 19 mars 1881 restent applicables.

## Villes et communes
Avant la réforme territoriale de 1939 dans la région de Stettin, l'ancien arrondissement de Greifenhagen comprend trois villes, 72 communes et un quartier de domaine non constitué en commune. L'ensemble du territoire se situe à l'est de l'Oder et est entièrement annexé par la Pologne en 1945.
- Bahn, ville
- Bartikow
- Bayershöhe
- Belkow
- Binow
- Borin
- Brenkenhofswalde
- Brünken
- Brusenfelde
- Buchholz (de)
- Buddenbrock
- Dobberphul
- Ferdinandstein
- Fiddichow, ville
- Garden
- Gebersdorf
- Gornow
- Greifenhagen, ville
- Groß Schönfeld
- Heidchen
- Heinrichsdorf
- Hofdamm
- Hökendorf (pl)
- Jädersdorf
- Jägersfelde
- Jeseritz (pl)
- Karolinenhorst
- Kehrberg
- Kladow
- Klebow
- Klein Möllen
- Klein Schönfeld
- Klein Zarnow
- Kolbatz
- Kolow
- Kortenhagen
- Kranzfelde
- Kronheide
- Kublank
- Kunow
- Langenhagen
- Liebenow
- Linde
- Lindow
- Marienthal
- Marwitz
- Mönchkappe
- Moritzfelde
- Mühlenbeck (pl)
- Neu Zarnow
- Neuendorf
- Neumark
- Nipperwiese
- Pakulent
- Reckow
- Retzowsfelde
- Roderbeck
- Rohrsdorf
- Rörchen
- Rosenfelde
- Seelow
- Selchow
- Sinzlow
- Spaldingsfelde
- Stecklin
- Steinwehr
- Stresow
- Sydowsaue (pl)
- Thänsdorf
- Uchtdorf
- Wierow
- Wildenbruch
- Wintersfelde
- Woltersdorf
- Woltin
- Forst Buchheide, district de domaine

### Réforme territoriale en 1939
Le 15 octobre 1939, les deux villes de Gartz et Penkun ainsi que 37 autres communes de l'arrondissement dissous de Randow sont ajoutées à l'arrondissement de Greifenhagen. Cette zone s'étend à l'ouest de l'Oder et appartient historiquement à la Poméranie-Occidentale. À l'exception de six communes de la pointe de Stettin, cette zone reste en Allemagne en 1945.
- Barnimslow
- Blumberg
- Casekow
- Damitzow
- Friedrichsthal
- Gartz a./Oder, ville
- Geesow
- Glasow
- Grünz
- Hohenholz
- Hohenreinkendorf
- Hohenselchow
- Jamikow
- Kolbitzow
- Krackow
- Kummerow
- Kunow
- Ladenthin
- Lebehn
- Luckow
- Mescherin
- Nadrensee
- Pargow
- Penkun, ville
- Petershagen
- Pinnow
- Pomellen
- Rosow
- Schillersdorf
- Schmellenthin
- Schönfeld
- Schöningen
- Schönow
- Sommersdorf
- Storkow
- Tantow
- Wartin
- Wollin
- Woltersdorf

### Communes dissoutes avant 1939
- Klütz (de), le 1er avril 1934 à Sydowsaue

### Changements de noms de lieux
L'initiale C est remplacée en 1910 dans les noms de lieux suivants :
- Carolinenhorst → Karolinenhorst
- Cladow → Kladow
- Colbatz → Kolbatz
- Colow → Kolow
- Cranzfelde → Kranzfelde
- Cunow → Kunow

## Transports
En 1846, l'arrondissement de Greifenhagen n'est qu'effleuré au nord par la ligne Stettin-Stargard de la Compagnie des chemins de fer Berlin-Stettin. Ce n'est qu'en 1877 que la ligne principale Stettin-Custrine de la société des chemins de fer de Breslau-Schweidnitz-Fribourg (de) le traverse le long de l'Oder.
Les parties de l'arrondissement situées à l'est sont desservies par les lignes de chemin de fer à petite vitesse de la société AG de la ligne de l'arrondissement de Greifenhagen (de), à laquelle l'arrondissement participe de manière déterminante. La liaison entre le chef-lieu de l'arrondissement et la petite ville de Bahn, puis jusqu'à Wildenbruch au sud, est lancée en 1895. En 1898, une ligne s'en détache à Klein Schönfeld pour rejoindre la ville voisine de Pyritz. Parallèlement, une ligne de Finkenwalde (de) près de Stettin atteint la commune de Neumark. De là, on comble en 1905 la lacune vers Woltersdorf sur la ligne de Pyritz
L'arrondissement est également desservi par la route reliant Stettin à Landsberg (Reichsstraße 113 (de)). L'Oder est également une voie navigable importante. À partir de 1936, la Reichsautobahn Berlin-Stettin longe la frontière nord de l'arrondissement.

## Personnalités liées à l'arrondissement
- Gustav Kleikamp (1896-1952), amiral né à Fiddichow.
- Peter van Eyck (1913-1969), acteur né à Steinwehr.